# Álvaro Díaz (cantante)
Jorge Álvaro Díaz Rodríguez (San Juan, 25 de julio de 1995) es un cantante y compositor puertorriqueño. Durante su carrera musical ha colaborado con varios artistas como Tainy, Bad Bunny, Sebastián Yatra, Rawayana, Feid, Zion, Eladio Carrión, Yandel, Dalex, Cazzu, Rauw Alejandro, Mora, Jowell & Randy, Myke Towers, Jhayco, Nathy Peluso, Quevedo, Young cister, C. Tangana, entre otros.

## Biografía
Jorge Álvaro Díaz Rodríguez nació el 25 de julio de 1995 en San Juan, Puerto Rico. Es hijo de Jorge Díaz Reverón, juez superior del Tribunal de Primera del municipio boricua Caguas. Además de dedicarse a la música, también se ha desempeñado como publicista, pero después de improvisar en pistas y grabando, sus melodías se posicionaron en el mercado latino.

## Trayectoria musical
Álvaro Díaz comenzó en la música tras subir canciones en SoundCloud en 2012, destacándose su primer tema sacado en 2014 «Chica de la Isla». En ese transcurso de tiempo obtuvo un gran reconocimiento que lo llevó a seguir lanzando canciones.
Después de debutar en la escena musical, continuó lanzando sencillos a un ritmo constante entre 2015 y 2016. Su primer álbum, «Hato Rey» (2015), fue en honor a su barrio de San Juan. Planeó lanzar un álbum en 2016 llamado "Díaz Buenos, Diaz Malos" que nunca se materializó. Poco después lanzó su segundo álbum ese mismo año: «San Juan Grand Prix».
En 2016, colaboró con Homegrown Mafia y se unió a Alemán, La Banda Bastön, FNTXY, entre otros. De esta manera, realizó la campaña “What The Fuck” donde impulso la cultura entre el público.
Comenzando en 2017 con «Una Vez Más», lanzó media docena de sencillos a lo largo del año y hasta 2018, incluidos los éxitos de «West Side», «OK» y «Asiento de Atrás». 
En 2019, Díaz sacó varios temas. Lanzó «Videos» con Rauw Alejandro y el tema «Uwi» con Sousa. Además, publicó un EP de tres temas «Diaz Antes: Wavy pa las Bbys». 
Empezó el 2020 participando en el éxito de Tainy "Mera" junto a Dalex. Después lanzó: «Diaz Antes: La Ciudad de los Niños Tristes», y lo siguió con un puñado de sencillos, incluidos «Deportivo» y «Lo Que Te Duele», y apareció como colaborador destacado en sencillos de Eladio Carrión («Mala»), Caleb Calloway («GT Sport») y Sebastián Yatra («A Dónde Van»). Cerró el año con el álbum: «Díaz Antes» de 17 pistas que incluía a Yandel, Fuego y C. Tangana entre sus muchos colaboradores. 
Díaz colaboró en cuatro éxitos a principios de 2021, incluido «Ouche» de Marconi Impara, «Presente y Futuro» de Llane (también con Zion), y «Tarantino» de Kobi Cantillo con Big Soto. Sus propios sencillos de prelanzamiento al álbum que sacaría en octubre incluyeron «Gatillera», «Brilloteo», «Llori Pari» (con Tainy y Feid) y «Problemón» (con Rauw Alejandro). En octubre, Álvaro lanzó un álbum de 16 canciones: “Felicilandia” con una gran cantidad de colaboradores, incluidos Bratty, Rawayana, Sebastián Yatra y Randy .
En el 2022 ha estrenado dos sencillos: “RAMONA FLOWERS”, “LENTITO" y "SUPRA 94TRO". Por lo que respecta de 2023, ha estrenado los sencillos "1000CANCIONES", "YOKO", "POKE FREESTYLE" junto a Papi Sousa, "SUKI" junto a RaiNao, "PLN" y "FATAL FANTASSY" junto a Tainy y "QUIZÁS SI QUIZÁS NO", en colaboración con Quevedo. Siendo algunos sencillos de su último álbum Sayonara cual tiene colaboraciones con artistas como Mora, Quevedo, Feid, Young Cister, Nsqk, entre otros.

## Discografía

### Álbumes de estudio
- 2015: Hato Rey
- 2016: San Juan Grand Prix
- 2020: Díaz Antes
- 2021: Felicilandia
- 2024: Sayonara

### Álbumes recopilatorios
- 2022: De camino a Felicilandia[5]

## Premios y nominaciones
| Año  | Premio                   | Galardón               | Resultado | Ref.  |
| ---- | ------------------------ | ---------------------- | --------- | ----- |
| 2022 | Premios Juventud         | Social Dance Challenge | Nominado  | [ 6 ] |
| 2022 | Premios Tu Música Urbano | Mejor Artista Nuevo    | Nominado  | [ 7 ] |
| 2022 | Premios Heat             | Artista Revelación     | Nominado  | [ 8 ] |